# Tajemství těla
Tajemství těla je český televizní pořad o lidském těle, premiérově vysílaný Českou televizí od roku 2017. Moderátory jsou Petr Vacek a Martin Dejdar. V každém díle jsou čtyři různí hosti, kterým Martin Dejdar pokládá soutěžní otázky a Petr Vacek ve studiu ukazuje správnou odpověď, případně ji ukáže na videu. Vítěz (příp. více vítězů) si odnesl cenu – v roce 2017 jí byla figurka viru, v roce 2018 stolní hra Tajemství těla a v letech 2019 a 2021 napodobenina orgánu lidského těla.

## Hosté
| Č. v pořadu | Č. v řadě | Hosté                                                                      | Vítěz                                          | Premiéra v ČR      |
| ----------- | --------- | -------------------------------------------------------------------------- | ---------------------------------------------- | ------------------ |
| 1           | 1         | Bob Klepl Dana Morávková Václav Kopta Ondřej Hejma                         | Bob Klepl, Dana Morávková, Ondřej Hejma        | 4. února 2017      |
| 2           | 2         | Jiřina Bohdalová Jakub Kohák Libor Bouček Daniela Písařovicová             | Jakub Kohák                                    | 11. února 2017     |
| 3           | 3         | Milan Šteindler Ivo Šmoldas Josef Mladý Jan Maxián                         | Jan Maxián                                     | 18. února 2017     |
| 4           | 4         | Adela Vinczeová Jitka Čvančarová Maroš Kramár Vladimír Kořen               | Jitka Čvančarová                               | 25. února 2017     |
| 5           | 5         | Tereza Kostková Adéla Gondíková Matěj Ruppert Dalibor Gondík               | Adéla Gondíková                                | 4. listopadu 2017  |
| 6           | 6         | Monika Absolonová Josef Alois Náhlovský Aleš Háma Jakub Wehrenberg         | Aleš Háma                                      | 18. listopadu 2017 |
| 7           | 7         | Lukáš Hejlík Sabina Remundová Ladislav Vízek Zdeněk Izer                   | Lukáš Hejlík                                   | 25. listopadu 2017 |
| 8           | 8         | Michal Suchánek Richard Genzer Sandra Pogodová Jiří Ježek                  | Jiří Ježek                                     | 2. prosince 2017   |
| 9           | 9         | Oldřich Navrátil Michaela Maurerová Pavel Nečas Miroslav Hanuš             | Pavel Nečas                                    | 10. února 2018     |
| 10          | 10        | Ester Kočičková Radoslav Banga Miloš Knor Lukáš Pavlásek                   | Ester Kočičková, Miloš Knor                    | 17. února 2018     |
| 11          | 11        | Marek Eben Anna Polívková Zdeněk Chlopčík Jan Jiráň                        | Zdeněk Chlopčík                                | 24. února 2018     |
| 12          | 12        | Hana Zagorová Jaromír Bosák Zbigniew Czendlik Robert Mikluš                | Zbigniew Czendlik                              | 3. března 2018     |
| 13          | 13        | Vojtěch Bernatský Vavřinec Hradilek Petr Rychlý Ivan Vodochodský           | Petr Rychlý                                    | 2. února 2019      |
| 14          | 14        | Halina Pawlovská Jitka Sedláčková Ondřej Synek David Svoboda Tomáš Svoboda | Halina Pawlovská, Tomáš Svoboda, David Svoboda | 9. února 2019      |
| 15          | 15        | Roman Ondráček Miloš Pokorný Linda Finková Štěpán Mareš                    | Miloš Pokorný, Linda Finková                   | 16. února 2019     |
| 16          | 16        | Veronika Kubařová Kazma Kazmitch Radek Štěpánek Osmany Laffita             | Kazma Kazmitch                                 | 23. února 2019     |
| 17          | 17        | Oldřich Navrátil Adéla Elbel Lukáš Langmajer Jiří Hána                     | Lukáš Langmajer                                | 31. října 2020     |
| 18          | 18        | Tomáš Měcháček Petr Vydra Ivana Jirešová Josef Maršálek                    | Josef Maršálek                                 | 7. listopadu 2020  |
| 19          | 19        | Miluše Bittnerová Karlos Vémola Jan Čenský Jan Rosák                       | Miluše Bittnerová, Karlos Vémola               | 14. listopadu 2020 |
| 20          | 20        | Yvetta Blanarovičová Tomáš Matonoha Václav Noid Bárta Petr Nasty Cerha     | Václav Noid Bárta                              | 21. listopadu 2020 |
| 21          | 21        | Marta Jandová Pavel Nový Petr Vondráček Tomáš Verner                       | Petr Vondráček                                 | 13. února 2021     |
| 22          | 22        | Zuzana Kajnarová David Pastrňák Michal Kavalčík Marek Lambora              | Zuzana Kajnarová                               | 13. března 2021    |
| 23          | 23        | Jiří Dvořák David Kraus Lilian Malkina Richard Nedvěd                      | David Kraus                                    | 27. března 2021    |
| 24          | 24        | Veronika Žilková Martin Pechlát Václav Kopta Josef Polášek                 | Veronika Žilková                               | 10. dubna 2021     |